# Гнутове
Гну́тове — село Сартанської селищної громади Маріупольського району Донецької області України. Населення становить 813 осіб. Відстань до райцентру становить близько 23 км і проходить автошляхом місцевого значення.
7 лютого 2015 року вранці бойовики «ДНР» обстріляли з мінометів Гнутове, загинув цивільний. 20 березня 2015 року під час виконання бойового завдання на посту № 1 з охорони взводно-опорного пункту поблизу села Гнутове загинув солдат батальйону «Одеса» Іван Агапій. 23 липня 2016-го при виконанні бойового завдання під Гнутовим загинули вояки 54-го батальйону Бессараб Костянтин Миколайович, Ковальов В'ячеслав Ярославович, Полохало Володимир Станіславович, Чунтул Віталій Манолійович
Отрєп'єв Олександр Сергійович загинув під Гнутовим 21 січня 2021 року під час снайперського обстрілу окупантами.

## Населення
За даними перепису 2001 року населення села становило 813 осіб, із них 9,96 % зазначили рідною мову українську, 90,04 % — російську.